# IC 2153
IC 2153 ist eine Galaxie vom Hubble-Typ P im Sternbild Taube am Südsternhimmel. Sie ist schätzungsweise 120 Millionen Lichtjahre von der Milchstraße entfernt und bildet gemeinsam mit PGC 18213 ein Galaxienpaar.
Das Objekt wurde im April 1900 vom Astronomen DeLisle Stewart entdeckt.